# John FitzAlan, VII conte di Arundel
John FitzAlan (14 settembre 1246 – 18 marzo 1272) fu conte di Arundel e signore feudale di Clun e Oswestry.

## Biografia
Era figlio di John FitzAlan, VI conte di Arundel e di Maud de Verdun, figlia di Theobald le Botiller.
Ereditò alla morte del padre nel 1267 la contea di Arundel.
Sposò Isabella Mortimer, figlia di Roger Mortimer, I barone Mortimer e di Maud de Braose nel 1260. Ebbero un figlio:
- Richard FitzAlan, VIII conte di Arundel (3 febbraio 1266/7 – 9 marzo 1301/2).